# Lista de prefeitos de Ilhota
Esta é a lista de prefeitos e vice-prefeitos do município de Ilhota, no estado brasileiro de Santa Catarina.
| Nº | Prefeito                     | Partido   | Vice-prefeito                      | Início do mandato     | Fim do mandato         | Observações                                     |
| 1  | Henrique Schaadt             | PMDB      | Anibal Manoel de Souza (PMDB)      | 1º de janeiro de 1983 | 31 de dezembro de 1988 | Prefeito e vice eleitos em sufrágio universal   |
| 2  | José Izidro Vieira           | PFL       | Armando Bernardi (PFL)             | 1º de janeiro de 1989 | 31 de dezembro de 1992 | Prefeito e vice eleitos em sufrágio universal   |
| 3  | Hércules Geraldo de Oliveira | PMDB      | Roberto da Silva (PDT)             | 1º de janeiro de 1993 | 31 de dezembro de 1996 | Prefeito e vice eleitos em sufrágio universal   |
| 4  | Roberto da Silva, Betinho    | PDT       | Norival Cesar Floriani (PPB)       | 1º de janeiro de 1997 | 31 de dezembro de 2000 | Prefeito e vice eleitos em sufrágio universal   |
| 4  | Roberto da Silva, Betinho    | PPB       | Érico de Oliveira, Dida (PPB)      | 1º de janeiro de 2001 | 31 de dezembro de 2004 | Prefeito reeleito e vice eleito em sufrágio     |
| 5  | Ademar Felisky               | PMDB      | Antonio Schmitz (PMDB)             | 1º de janeiro de 2005 | 31 de dezembro de 2008 | Prefeito e vice eleitos em sufrágio universal   |
| 5  | Ademar Felisky               | PMDB      | Antonio Schmitz (PMDB)             | 1º de janeiro de 2009 | 31 de dezembro de 2012 | Prefeito e vice reeleitos em sufrágio universal |
| 6  | Daniel Christian Bosi        | PSD       | Lauri Armindo Adão Júnior (PSDB)   | 1º de janeiro de 2013 | 31 de dezembro de 2016 | Prefeito e vice eleitos em sufrágio universal   |
| 7  | Érico de Oliveira, Dida      | PMDB /MDB | Joel José Soares (DEM)/(PSL)       | 1º de janeiro de 2017 | 31 de dezembro de 2020 | Prefeito e vice eleitos em sufrágio universal   |
| 7  | Érico de Oliveira, Dida      | PMDB /MDB | Joel José Soares (DEM)/(PSL)       | 1º de janeiro de 2021 | 31 de dezembro de 2024 | Prefeito e vice reeleitos em sufrágio universal |
| 8  | Joel José Soares             | MDB       | Adenir Antônio da Silva, Lico (PL) | 1° de janeiro de 2025 | Atualidade             | Prefeito e vice eleitos em sufrágio universal   |